# Kasey Bos
Pour les articles homonymes, voir BOS.
Kasey Bos, né le 8 mai 2004 à Melbourne, est un footballeur international australien qui évolue au poste d'arrière gauche au FSV Mayence.

## Biographie

### Carrière en club
Kasey Bos est formé par le Melbourne Victory, où il commence sa carrière professionnelle en championnat d'Australie. Il joue son premier de championnat avec l'équipe première du club le 25 février 2024,. Mais c'est lors de la saison suivante qu'il va vraiment s'imposer comme titulaire et élément central de son équipe,,,.
À l'été 2025, est annoncé son transfert au FSV Mayence en championnat d'Allemagne, devant intégrer le club au 1er juillet 2025,,.

### Carrière en sélection
En juin 2025, après avoir déjà été appelé avec les moins de 23 ans plus tôt dans la même année, Bos est convoqué pour la première fois avec l'équipe senior d'Australie, pour les éliminatoires de la Coupe du monde contre le Japon et l'Arabie saoudite,.

## Vie privée
Kasey Bos est le petit frère de Jordan Bos, également footballeur, évoluant en équipe d'Australie,.